# Apache Qpid
Apache Qpid 是一个开源的消息系统 ，它实现了高级消息队列协议 （AMQP）。  它提供事务管理，队列，分发，安全性，管理，集群， 互聯以及异构多平台支持。 

## 历史
2005年摩根大通推动其他企业组成的一个工作组，其中包括了思科系统、IONA技术、iMatix、红帽公司以及事务工作流创新标准团队（简称TWIST）。同年，摩根大通与红帽合作创建了 Apache Quid 项目，最初使用Java开发，不久后转而使用C++。